# Grönsvart trattkaktus
Grönsvart trattkaktus (Eriosyce heinrichiana) är en art inom trattkaktussläktet och familjen kaktusväxter, som har sin naturliga utbredning i Chile.

## Beskrivning

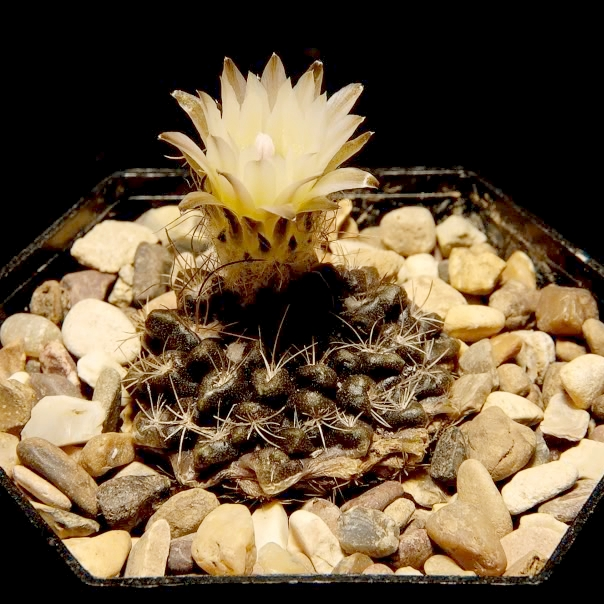
Eriosyce heinrichiana "dimorpha"

Grönsvart trattkaktus är en tillplattat klotformad kaktus som är mörkbrun till svartaktig i färgen och blir 4 till 10 centimeter i diameter. Den är uppdelad i 14 till 22 vårtindelade åsar. Den har en tjock och kraftig pålrot som har en smal rothals. Taggarna längs åsarna är spretiga, cirka 12 till antalet i varje areol, 1 till 3 centimeter långa och svartaktiga men grå med åldern. Blommorna är 3 centimeter långa, lika i diameter och gula eller brunröda i färgen. Frukten är röd och avlång när den är mogen.

## Synonymer
- Horridocactus heinrichianus Backeberg 1942
- Pyrrhocactus heinrichianus (Backeberg) F.Ritter 1959
- Neoporteria heinrichiana (Backeberg) Ferryman 1991
- Neochilenia trapichensis F.Ritter ex Backeberg 1959, ogiltigt publicerad
- Pyrrhocactus trapichensis F.Ritter 1980
- Pyrrhocactus chorosensis F.Ritter 1960
- Neochilenia chorosensis (F.Ritter) Backeberg 1962
- Neoporteria chorosensis (F.Ritter) Donald & G.D.Rowley 1966
- Pyrrhocactus dimorphus F.Ritter 1962
- Neochilenia dimorpha (F.Ritter) Backeberg 1963
- Neoporteria dimorpha (F.Ritter) Donald & G.D.Rowley 1966
- Pyrrhocactus setosiflorus F.Ritter 1962
- Neochilenia setosiflora (F.Ritter) Backeberg 1963
- Neoporteria setosiflora (F.Ritter) Donald & G.D.Rowley 1966
- Eriosyce heinrichiana var. setosiflora (F.Ritter) Kattermann 1994
- Pyrrhocactus setosiflorus var. intermedius F.Ritter 1962
- Pyrrhocactus intermedius F.Ritter 1963
- Neochilenia intermedia (F.Ritter) Backeb. 1963
- Neoporteria intermedia (F.Ritter) Donald & G.D.Rowley 1966
- Eriosyce heinrichiana ssp. intermedia (F.Ritter) Katt. 1994
- Echinocactus occultus Philippi 1860
- Neoporteria occulta (Philippi) Britton & Rose 1922
- Chilenia occulta (Philippi) Backeberg 1939
- Neochilenia occulta (Philippi) Backeberg 1942
- Echinocactus jussieui Monville ex Salm-Dyck 1849
- Neoporteria jussieui (Monville ex Salm-Dyck) Britton & Rose 1922
- Chilenia jussieui (Monville ex Salm-Dyck) Backeberg 1939
- Neochilenia jussieui (Monville ex Salm-Dyck) Backeberg 1942
- Pyrrhocactus jussieui (Monville ex Salm-Dyck) F.Ritter 1980
- Neochilenia deherdtiana Backeberg 1963
- Neoporteria deherdtiana (Backeberg) Donald & G.D.Rowley 1966
- Pyrrhocactus deherdtianus (Backeberg) Kattermann 1983
- Neoporteria ritteri Donald & G.D.Rowley 1966
- Pyrrhocactus chaniarensis F.Ritter 1980
- Pyrrhocactus wagenknechtii F.Ritter 1960
- Neochilenia wagenknechtii (F.Ritter) Backeberg 1962

Dessa räknas inte som synonymer:
- Neoporteria wagenknechtii F.Ritter 1963 → Eriosyce subgibbosa ssp. wagenknechtii
- Eriosyce heinrichiana ssp. simulans (Ritt) Katt → Eriosyce simulans